# Isabelle Eberhardt (film)
Pour les articles homonymes, voir Eberhardt.
Pour plus de détails, voir Fiche technique et Distribution.
Isabelle Eberhardt est un film franco-australien réalisé par Ian Pringle, sorti en 1992.

## Synopsis
La vie d'Isabelle Eberhardt, journaliste et écrivain arabophile, passionnée de désert.

## Fiche technique
- Titre : Isabelle Eberhardt
- Réalisation : Ian Pringle
- Pays :  France /  Australie
- Distribution : Les Films Ariane
- Production : Les films Aramis (France) - Flach films (France) - Seon films (Australie)
- Producteurs : Jean-François Le Petit - Jean Petit - Daniel Scharf
- Producteur exécutif Tunisie : Phénicéa films (Youssef Lakhoua)
- Durée : 1 h 55
- Date de sortie : 28 octobre 1992

## Distribution
- Mathilda May : Isabelle Eberhardt
- Tchéky Karyo : Slimène
- Peter O'Toole : Major Lyautey
- Arthur Dignam : Cauvet